# Pyractomena lucifera
Pyractomena lucifera là một loài bọ cánh cứng trong họ Đom đóm (Lampyridae). Loài này được Melsheimer miêu tả khoa học năm 1845.